# 刘震寰 (1912年)
刘震寰（1912年—1971年），男，回族，直隶（今河北）孟村人，中国政治人物，曾任宁夏回族自治区政协副主席，宁夏回族自治区革命委员会副主任。